# Caribovia coffeaphila
Caribovia coffeaphila är en insektsart som först beskrevs av Dozier 1927.  Caribovia coffeaphila ingår i släktet Caribovia och familjen dvärgstritar. Inga underarter finns listade i Catalogue of Life.